# Mustin (Schleswig-Holstein)
Mustin település Németországban, Schleswig-Holstein tartományban. Lakosainak száma 696 fő (2023. december 31.).

## Népesség
A település népességének változása:
| Lakosok száma | 529  | 729  | 728  | 703  | 696  | 696  |
|               | 1975 | 2017 | 2019 | 2021 | 2022 | 2023 |